# La Gazzetta del Mezzogiorno
La Gazzetta del Mezzogiorno è un quotidiano italiano fondato a Bari nel 1887 da Martino Cassano. 
È un quotidiano a caratterizzazione interregionale, tra i più importanti quotidiani dell'Italia meridionale, profondamente radicato in Puglia e in Basilicata. Il quotidiano è distribuito nelle edicole ogni mattina, con un'edizione ridotta il lunedì.

## Storia

### Corriere delle Puglie
Il giornale viene fondato nel 1887 da Martino Cassano, già direttore del settimanale La Settimana edito a Bari. Lo scopo di Cassano era quello di colmare una grave lacuna nel panorama editoriale del capoluogo pugliese. Così nasce il Corriere delle Puglie che, con il passare degli anni, cercherà di accattivarsi lettori utilizzando anche espressioni dialettali ed aumentando il numero di colonne e quindi di articoli pubblicati dal giornale.
Già negli ultimissimi anni dell'Ottocento il quotidiano comincia ad espandersi nell'ambito regionale aprendo una filiale a Lecce, nel 1890. L'impulso definitivo che porterà il Corriere a diventare un quotidiano molto diffuso non solo a Bari viene dato da alcuni fatti tragici di cronaca, come la condanna a morte di un uomo che aveva sterminato la sua intera famiglia.
Il nuovo giornale sin dal suo secondo anno di vita deve affrontare la feroce concorrenza di altri giornali che, spinti dal successo del quotidiano di Cassano, decidono di aprire nuove testate. Queste però chiudono dopo pochi anni, se non mesi, di attività.
Il Corriere delle Puglie con il passare degli anni cresce e così cambia sede per spostarsi in un più adatto e grande edificio. Cassano decide anche di rendere il quotidiano più interessante ed accattivante aumentando il numero di colonne, da 4 a 5, ed inizia corrispondenze dal resto della Provincia e dalla Basilicata, che porterà alla definitiva crescita del giornale. Tuttavia mandare avanti un giornale in una regione in cui l'analfabetismo nel 1905 raggiungeva punte del 70% era molto difficile. Ma nonostante ciò la testata va avanti e cresce.

#### La Gazzetta di Puglia
In data 26 febbraio 1922 al Corriere delle Puglie si affianca il nuovo quotidiano La Gazzetta di Puglia, firmato da Raffaele Gorjux e Leonardo Morisco, entrambi provenienti dalla testata concorrente, che continua ad uscire sotto la direzione di Leonardo Azzarita e con editore il ricco principe Dentice di Frasso.
Il primo febbraio 1923 il Corriere delle Puglie cessa le pubblicazioni, dopo tanti anni di presenza nella Regione. A gennaio 1924 La Gazzetta di Puglia aggiunge, sotto la sua testata, più in piccolo, la testatina Corriere delle Puglie e passa da "anno II" ad "anno XXXVIII", contando così tutti gli anni di vita del Corriere.

### La Gazzetta del Mezzogiorno
In data 26 febbraio 1928 appare la nuova testata, definitiva di La Gazzetta del Mezzogiorno. In piccolo, sotto, appaiono affiancate le due testate precedenti La Gazzetta di Puglia - Corriere delle Puglie.
L'11 giugno 1956 tutte le copie del giornale, incluse quelle già distribuite agli abbonati, vennero sequestrate con l'accusa di aver diffuso materiale raccapricciante relativo alla strage familiare di Franco Percoco. Il direttore Luigi de Secly e il corrispondente Ciro Bonanno furono assolti solo in Cassazione.
Nel 1995 viene nominato direttore responsabile Lino Patruno.
Nel maggio 2008 per la prima volta il giornale assume una doppia direzione, affidata a Giuseppe De Tomaso (già vicedirettore) ed a Carlo Bollino, rientrato in Italia dopo aver lavorato per quindici anni come corrispondente estero dell'agenzia Ansa, dopo aver diretto il quotidiano albanese Gazeta Shqiptare, Radio Rash, il portale di notizie in lingua albanese Balkanweb e la televisione News24. Carlo Bollino ha poi lasciato il giornale e oggi unico direttore è Giuseppe De Tomaso.
Il 24 settembre 2018 rientra nel provvedimento di sequestro-confisca, disposto dal Tribunale di Catania su richiesta della Direzione distrettuale antimafia, al quale sono sottoposti i beni dell'editore e imprenditore catanese Mario Ciancio Sanfilippo, sotto inchiesta per presunto concorso esterno in associazione mafiosa. Da questo momento La Gazzetta del Mezzogiorno è affidata alla gestione degli amministratori giudiziari nominati dallo stesso tribunale catanese. Il 24 marzo 2020 l'amministrazione giudiziaria termina in seguito alla sentenza della Corte d'appello di Catania, che dispone il dissequestro dei beni, restistuendoli all'editore Ciancio, assolto dalle accuse.
Nel giugno 2020 il tribunale di Bari dichiara il fallimento per complessivi 50 milioni di debiti delle società Edisud e Mediterranea, rispettivamente editrice e proprietaria della testata, e concede l'esercizio provvisorio per permettere l'uscita del quotidiano. Nel novembre 2020 la gestione del giornale viene data in affitto (mantenendo i livelli occupazionali) alla società Ledi dell'imprenditore barese della ristorazione Vito Ladisa fino al luglio 2021. Entro quella data doveva essere trovato anche l'acquirente di Mediterranea, proprietaria della testata, della sede e concessionaria della pubblicità.
Nel 2020, l'archivio del giornale viene dichiarato d'interesse storico particolarmente importante dalla Soprintendenza archivistica e bibliografica della Puglia; inoltre, con la legge regionale 30 novembre 2021, n. 37, la Regione Puglia ha concesso un contributo al possessore dell'archivio a patto che venisse garantito l'accesso gratuito "al materiale documentale, fotografico e telematico agli strumenti di ricerca del Sistema bibliotecario regionale della Puglia".
Il 1º agosto 2021 il quotidiano esce con un numero in cui annuncia in prima pagina la sospensione della pubblicazione cartacea spiegandone i motivi nelle pagine successive, col titolo di commiato Arrivederci.
Il 19 febbraio 2022 il quotidiano riprende la pubblicazione cartacea: a seguito del fallimento della Edisud S.p.A., il marchio viene rilevato dalla Editrice del Mezzogiorno srl. Come nuovo direttore responsabile Oscar Iarussi succede a Michele Partipilo.
La Gazzetta del Mezzogiorno cambia direttore nuovamente nel settembre 2023: a Oscar Iarussi subentra Cosimo Mazza, storica firma del giornale.

## Testate locali
Il quotidiano è diffuso prevalentemente in ogni provincia pugliese e lucana, ma si trova anche nel resto d'Italia, con la sua testata nazionale e quelle locali, con le redazioni che hanno sede nei rispettivi capoluoghi:
- La Gazzetta di Bari, per la provincia di Bari;
- La Gazzetta di Brindisi, per la provincia di Brindisi;
- La Gazzetta di Capitanata, per la provincia di Foggia;
- La Gazzetta di Lecce, per la provincia di Lecce;
- La Gazzetta della BAT, per la provincia di Barletta-Andria-Trani (redazione ad Andria)
- La Gazzetta della Basilicata, per la regione Basilicata;
- La Gazzetta di Taranto, per la provincia di Taranto.

## Diffusione
| Anno      | Lettori |
| --------- | ------- |
| 2023 (II) | 194 000 |
| 2020      | 281 000 |
| 2019      | 493 000 |
| 2018      | 485 000 |
| 2017      | 436 000 |
| 2016      | 458 000 |
| 2015      | 463 000 |
| 2014      | 517 000 |
| 2013      | 661 000 |
| 2012      | 701 000 |
| 2011      | 703 000 |
| 2010      | 741 000 |
| 2008      | 549 000 |
| 2007      | 624 000 |
| 2006      | 579 000 |
| 2005      | 505 000 |

Dati Audipress
| Anno |        |
| ---- | ------ |
| 2022 | 7 391  |
| 2018 | 19 297 |
| 2017 | 21 117 |
| 2016 | 22 920 |
| 2015 | 24 085 |
| 2014 | 26 430 |
| 2013 | 29 868 |
| 2012 | 31 394 |
| 2011 | 34 399 |
| 2010 | 37 173 |
| 2009 | 42 707 |
| 2008 | 46 075 |
| 2007 | 51 076 |
| 2006 | 51 703 |
| 2005 | 50 829 |
| 2004 | 53 101 |
| 2003 | 54 946 |
| 2002 | 52 458 |
| 2001 | 58 440 |
| 2000 | 56 424 |
| 1999 | 58 155 |
| 1998 | 61 044 |
| 1997 | 58 979 |
| 1996 | 61 204 |

Dati Ads - Accertamenti diffusione stampa

## Riferimenti normativi
- Legge regionale 30 novembre 2021, n. 37 - Archivio de La Gazzetta del Mezzogiorno. Contributo per le attività di fruizione e valorizzazione